# Alfred Hertz
Alfred Hertz (ur. 15 lipca 1872 we Frankfurcie nad Menem, zm. 17 kwietnia 1942 w San Francisco) – amerykański dyrygent pochodzenia niemieckiego.

## Życiorys
Studiował w konserwatorium Hocha we Frankfurcie nad Menem, gdzie jego nauczycielem był Anton Urspruch. Następnie był dyrygentem teatrów w Halle (1891–1892), Altenburgu (1892–1895), Barmen-Elberfeld (1895–1899) i Wrocławiu (1899–1902). Od 1902 do 1915 roku dyrygował w Metropolitan Opera w Nowym Jorku. W 1903 roku poprowadził tam – wbrew woli rodziny kompozytora – amerykańską premierę Parsifala Richarda Wagnera, do tej pory wystawianego tylko na festiwalu w Bayreuth. W konsekwencji otrzymał zakaz dyrygowania dziełami Wagnera w Niemczech. Poprowadził także nowojorskie premiery Salome i Kawalera srebrnej róży Richarda Straussa. W 1910 roku debiutował w Covent Garden Theatre w Londynie. Od 1915 do 1930 prowadził San Francisco Symphony Orchestra, jako jeden z pierwszych dyrygentów dokonywał z tą orkiestrą nagrań fonograficznych i współpracował z radiem. W 1922 roku zainicjował koncerty w Hollywood Bowl, których poprowadził przeszło 100. Od 1930 roku był dyrektorem Federal Music Project of Northern California i dyrygentem Federal Symphony Orchestra w San Francisco.
Po śmierci Hertza na łamach „San Francisco Chronicle” opublikowano w 30 odcinkach jego autobiografię (3 maja–14 lipca 1942).